# Сальес
Салье́с (фр. Saliès, окс. Salièrs) — коммуна во Франции, находится в регионе Юг — Пиренеи. Департамент — Тарн. Входит в состав кантона Альби-2. Округ коммуны — Альби.
Код INSEE коммуны — 81274.

## География

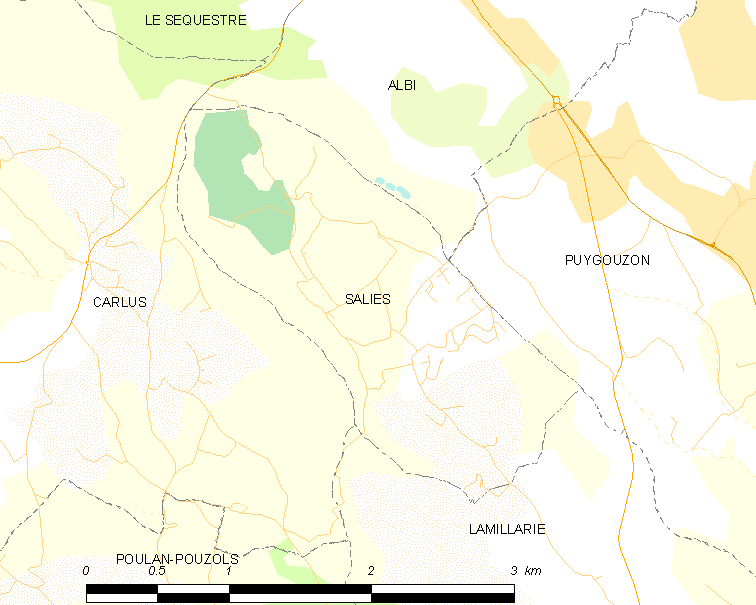
Карта коммуны

Коммуна расположена приблизительно в 560 км к югу от Парижа, в 65 км северо-восточнее Тулузы, в 5 км к югу от Альби.
По территории коммуны протекает небольшая река Каррофуль.

## Климат
Климат умеренно-океанический. Зима мягкая и дождливая, лето жаркое с частыми грозами. Ветры довольно редки.

## Население
Население коммуны на 2010 год составляло 781 человек.
| 1962 | 1968 | 1975 | 1982 | 1990 | 1999 | 2010 |
| ---- | ---- | ---- | ---- | ---- | ---- | ---- |
| 141  | 143  | 190  | 366  | 611  | 645  | 781  |

## Администрация
| Период | Период | Фамилия            | Партия | Примечания |
| ------ | ------ | ------------------ | ------ | ---------- |
| 1946   | 1983   | Шарль д’Арагон     |        |            |
| 1989   | 2014   | Серж Но            |        |            |
| 2014   | 2020   | Жан-Франсуа Рошдрё |        |            |

## Экономика
В 2007 году среди 534 человек в трудоспособном возрасте (15—64 лет) 404 были экономически активными, 130 — неактивными (показатель активности — 75,7 %, в 1999 году было 75,8 %). Из 404 активных работали 378 человек (188 мужчин и 190 женщин), безработных было 26 (11 мужчин и 15 женщин). Среди 130 неактивных 41 человек были учениками или студентами, 56 — пенсионерами, 33 были неактивными по другим причинам.